# 大寮里
大寮里，位於高雄市大寮區中部偏東的一個里，北與上寮里為鄰，西北及西與三隆里為鄰，南與過溪里、潮寮里相鄰，東則隔高屏溪與屏東縣萬丹鄉崙頂村相望。大發工業區北部位於境內。

## 地名由來
早期下淡水溪（高屏溪）西岸土質肥沃利於耕種，當地住民建置草藔開墾，逐漸形成幾個以藔為名的聚落，包括溪埔寮、頂大寮、下大寮及潮州寮。其中「下大寮」即今大寮里轄區內的主要聚落。由於名稱聽起來不吉利，因而刪除「下」字，改稱「大寮」。

## 歷史
從清治到日治初期，今大寮里地區隸屬小竹下里大藔庄，庄內有頂大藔、下大藔、後壁藔、芎蕉腳、考潭藔、洪厝埕等聚落。
1920年（大正9年），全臺行政區劃大改制，原小竹上里所轄之舊制街庄磚仔磘庄、翁公園庄、山仔頂庄，及小竹下里所轄之拷潭庄、赤崁庄、大藔庄合併成立新制街庄大寮庄，隸屬高雄州鳳山郡。原舊制大藔庄改制並雅化「藔」字而成為「大寮」大字。
1946年（民國35年），大寮庄改制為大寮鄉，隸屬於高雄縣；其下屬之大寮大字則分拆為上寮村（頂大寮）、大寮村（下大寮、後壁寮）及三隆村（芎蕉腳、考潭寮、洪厝埕）三個村。2010年12月25日隨五都改制，大寮村改為高雄市大寮區大寮里。

## 主要街道
大寮路為大寮里北部的主要橫向街道，西半段經過後壁寮聚落南緣，並從中穿越下大寮聚落；東半段則為本里北界而與上寮里為鄰，也是鳳山－潮州東西向高架快速公路（省道台88線）的平面車道。大寮路西半段由西至東沿途有農會大寮辦事處、大發郵局、大寮國小、大寮社區活動中心及大發市集等機關場所，東半段則為大發工業區的北界。
光華路為大寮里南部的主要橫向街道，西起里境外不遠處的鳳林二路（省道台25線），東至高屏溪岸的堤防路（省道台29線），為本里與南鄰過溪里的邊界。光華路東半段已進入大發工業區範圍內，沿途有自來水抽水站、台電訓練所高雄訓練中心（台電棒球隊訓練基地）、大發工業區服務中心等機關場所。
光明路一段為大寮里主要的縱向街道，也是本里東部工業區與西部農業區的大致分界線。其他街道尚有位於下大寮聚落的大明街、周廣街、大德街、開封街、大同街、大仁街、大勇街及保生街；位於後壁寮聚落的大智街及大信街；位於大發工業區的華西路、華中路、大業街、富民街、華東路、利民街、裕民街、興業路、大有一街、大有二街、大有三街及大有四街等。

## 交通

### 聯外道路
省道台88線即鳳山至潮州的東西向快速公路，是本里最主要的聯外道路，在里內東部設有大發交流道，可連接大發工業區及省道台29線；在里境西鄰設有大寮交流道，可連接省道台25線。經由該快速公路，向西可連接國道1號（中山高速公路），向東可連接國道3號（福爾摩沙高速公路），均可快速前往台灣南北各地。
省道台25線、台29線是前往臨近鄉鎮區級行政區的中程平面聯外道路。前者往北可通往鳳山，向南可通往林園；後者向北可通往大樹、旗山、杉林、甲仙、那瑪夏等地，向南也是通往林園。鄉道高72線則是前往區內各里的短程聯外道路，向西可通往內坑里內坑聚落。

### 公路客運
大寮里之公路客運路線係由高雄客運8001線、東南客運經營，其參與高雄市公車聯營之橘20線為捷運接駁公車路線，往來於捷運大寮站及臨近地區，共有5條支線。其中行經大寮里的支線為：
- 橘20B：捷運大寮站－上寮（經高雄男子監獄）
- 橘20D：捷運大寮站－潮寮國中（經大發工業區）

## 教育
- 國民小學

## 社區活動
以大寮活動中心（大寮國小正對面）、大發開封宮等地為主。

## 宗教
以道教（周廣宮、保生宮等）、佛教、基督教（活水基督教會）為主。

## 外部連結
- 大寮戶政事務所人口統計